# Грибанов, Сергей Олегович
Сергей Олегович Грибанов (укр. Сергій Олегович Грибанов; род. 17 ноября 1981, Жданов, Донецкая область) — украинский футболист, нападающий.

## Карьера
Футбольному мастерству учился в мариупольской ДЮСШ и футбольной школе донецкого «Шахтера».
Футбольную карьеру начинал в фарм-клубах «Шахтёра» — «Шахтёр-2» и «Шахтёр-3». В 2002—2005 годах выступал за клуб родного города — «Мариуполь». Первую половину 2006 года был игроком симферопольской «Таврии», вторую половину года находился в алчевской «Стали». 2007 год провёл в составе днепродзержинской «Стали».
В начале 2008 года отправился в азербайджанский чемпионат, где оказался в бакинском «Олимпике», однако уже летом оказался вновь на украинской земле. Сезон 2008/09 играл за харьковский «Гелиос». В сезоне 2009/10 был игроком черниговской «Десны».
В начале 2011 года вновь оказался за границей, на этот раз в первенстве Узбекистана, где защищал цвета самаркандского «Динамо», но летом этого же года перешёл в «Севастополь». В начале 2012 года вновь оказался в «Десне».
С лета 2012 года — в донецком «Олимпике».